# 布里蒂杜斯蒙特斯
布里蒂杜斯蒙特斯（葡萄牙語：Buriti dos Montes）是巴西皮奥伊州的一个市镇。总面积2652.103平方公里，总人口7869人，人口密度3人/平方公里。